# La fonte de neiges
La Fonte des neiges é um curta-metragem de comédia dramática de 2009, dirigido por Jean-Julien Chervier.

## Sinopse
La Fonte des neiges trata de um garoto de doze anos que é obrigado a seguir sua mãe para um acampamento nudista. A princípio por causa de sua timidez, recusa-se a despir-se. Depois de conhecer uma garota ele naturalmente fica mais relaxado e mostra-se responsável e gentil. A descoberta de seu corpo e os primeiros sentimentos de amor assumem a aparência de um conto de fadas com uma qualidade alucinógena.

## Recepção
O filme, que aborda cuidadosamente um assunto que poderia ser controverso, foi transmitido na canal de televisão francês-alemão Arte. Foi chamado de "Uma curta-metragem muito fino".
Foi apresentado em 2009 no Brooklyn Film Festival, bem como no Festival de Lisboa em 2010,
e no 12º Festival du Film Court Francophone em Vaulx-en-Velin em Janeiro de 2012.
Também foi exibido em festivais internacionais como Ebensee e Clermont-Ferrand.

## Elenco
- Marc Beffa (Léo)
- Géraldine Martineau (Antoinette)
- Zazon Castro
- Laurent Roth
- Natanaël Sylard
- Philippe Caulier
- Laura Luna